# Етель Ланґ
Етель Ланґ (англ. Ethel Lang, до шлюбу Ланкастер (англ. Lancaster); 27 травня 1900 року, Ворсбро, Південний Йоркшир, Англія, Велика Британія — 15 січня 2015 року, Барнслі, Південний Йоркшир, Англія, Велика Британія) — британська супердовгожителька. Була найстарішою нині живою повністю верифікованою людиною в Великій Британії після смерті Грейс Джонс 14 листопада 2013 року, до своєї смерті. Також вона була другою найстарішою нині живою людиною в Європі (після італійки Емми Морано) і 9-тою найстарішою нині живою людиною в світі. Етель була останньою підданою королеви Вікторії, яка народилася в Сполученому Королівстві під час її правління, а також передостанньою людиною в Британській імперії, яка народилися під час її правління (після Вайолет Браун з Ямайки).

## Життєпис
Народилася у Ворсбро, що за три кілометри на південь від Барнслі (Південний Йоркшир, Англія) в родині шахтаря Чарльза Ланкастера і його дружини Сари. Її предки, в тому числі деякі членкині сім'ї теж були довгожительками — мати дожила до 91 року, одна з сестер до 104 років, а її прабабуся померла в 1848 році у віці 92 років. Крім того, на момент смерті Етель, її дочка Маргарет була живою у віці 91 року.
Етель закінчила школу в 13 років, щоб піти працювати на фабрику з виробництва сорочок. Вона одружилася з Вільямом Ланґом, сином олдермена і радника в 1922 році, а через рік народила доньку Маргарет. Чоловік помер в 1988 році у віці 92 років. Етель жила сама до 105 років. Після смерті Грейс Джонс 14 листопада 2013 року стала найстарішим жителем Сполученого Королівства.
Етель Ланґ померла 15 січня 2015 року в Барнслі у віці 114 років і 233 днів. На момент своєї смерті вона була четвертою найстарішою повністю верифікованою людиною в історії Великої Британії після Шарлотти Г'ьюз, Енні Дженнінґз та Єви Морріс. Після її смерті титул найстарішої нині живої повністю верифікованої людини в Сполученому Королівстві отримала Ґледіс Гупер.